# 10655 Pietkeyser
10655 Pietkeyser este un asteroid din centura principală de asteroizi.

## Descriere
10655 Pietkeyser este un asteroid din centura principală de asteroizi. A fost descoperit pe 17 octombrie 1960 la Observatorul Palomar de Cornelis Johannes van Houten, Ingrid van Houten-Groeneveld și Tom Gehrels. Asteroidul prezintă o orbită caracterizată de o semiaxă mare de 2,74 ua, o excentricitate de 0,07 și o înclinație de 6,4° în raport cu ecliptica.